# Fanfiction
A fanfiction vagy fan fiction szó (ejtsd: ['fænfikʃn]) a magyar nyelvben is meghonosodott angol kifejezés. Szó szerint „rajongói irodalom”-nak lehetne fordítani. Használatos rá a ’fanfic’ rövidítés is. A fanfiction valamely rendkívül nagy népszerűségnek örvendő műalkotás rajongók általi „továbbírását” jelenti. Ezekben a művekben hol magát a történetet folytatják, hol csupán az eredeti történet szereplőit mozgatják, az eredeti cselekménytől adott esetben homlokegyenest eltérő történetvezetéssel.
A fanfictionök jellemzője, hogy többnyire nem papíron publikálják őket, hanem az interneten e célra létesített oldalain gyűjtik össze őket. Ez egyben azt is jelenti, hogy fanfictiont kivétel nélkül mindenki írhat, s ennek egyenes következménye az így született művek nagy mértékű műfaji és tartalmi heterogenitása. A fanfictionök között találhatunk négy-öt soros blődlit is, de készülnek komplett regények is. Az elkészült művek hossza azonban – csakúgy, mint a „kanonikus” irodalomban nem feltétlenül korrelál azok irodalmi kidolgozottságával.
Nemcsak regény, de filmek továbbfolytatására is több példa akad - nemcsak regényben, de filmen is. Komolyabb fanfictionmozgalom alakult ki például a Csillagok háborúja filmek körül: a rajongók nemcsak történeteket írnak, de minimális – gyakorlatilag háztartási szintű – költségvetésből időnként meglehetősen színvonalas rövidfilmeket is készítenek.
Számos példa akad számítógépes szerep- vagy kalandjátékokhoz – ritkábban, FPS-ekhez - írt rajongói kisregényekre is.